# Have You Ever?
Singles de Brandy
Top of the World
(1998) Angel in Disguise
(1999)
Have You Ever? est un single de l'artiste américaine Brandy, issue de son second album, Never Say Never (1998).

## Classements
| Classement (1998)                          | Meilleure position |
| ------------------------------------------ | ------------------ |
| Allemagne (Media Control AG)               | 58                 |
| Australie (ARIA)                           | 8                  |
| Canada (RPM)                               | 14                 |
| France (SNEP)                              | 85                 |
| Irlande (Irish Recorded Music Association) | 25                 |
| Nouvelle-Zélande (RMNZ)                    | 1                  |
| Pays-Bas (Nederlandse Top 40)              | 22                 |
| Royaume-Uni (UK Singles Chart)             | 13                 |
| Suède (Sverigetopplistan)                  | 57                 |
| États-Unis (Hot 100)                       | 1                  |
| États-Unis (Pop Airplay)                   | 3                  |

| Pays (1999) | Position |
| ----------- | -------- |
| Australie   | 47       |
| États-Unis  | 14       |

| Pays      | Certification |
| --------- | ------------- |
| Australie | Platine       |